# Nikbakht Noruz
Nikbakht Noruz (dari: نیکبخت نوروز)  (Afganistan, segle XX), també coneguda com Bakhtay (بختی),  és una actriu afganesa, que va interpretar el paper principal de Bakhtay, una nena de sis anys en un llargmetratge francès i iranià Buda es va esfondrar per vergonya (بودا از شرم فرو ریخت ) 2007) dirigit per Hana Makhmalbaf ambientat a Bamian, Afganistan.